# ميناء جدة الإسلامي
ميناء جدة الإسلامي هو أهم ميناء في المملكة العربية السعودية 
ميناء جدة الإسلامي يقع في مدينة جدة على ساحل البحر الأحمر، ويعتبر أكبر ميناء بحري في المملكة العربية السعودية، وهو الميناء الرئيس الذي يخدم ويستقبل حجاج بيت الله الحرام القادمين من كافة أنحاء العالم، ويحتلُّ المرتبة الأولى بين موانئ البحر الأحمر، وهو الميناءَ الأول لصادرات المملكة ووارداتها، ونقطة إعادة التصدير الأولى بالبحر الأحمر، إذ ترد عبره الآن 75% من التجارة البحرية والمسافَنة الواردة عبر الموانئ السعودية.
ويتميز الميناء بموقعه المميز على خطوط الملاحة العالمية، إذ يربط بين ثلاث قارات هي آسيا وأوروبا وأفريقيا، ويعد الميناء الأوَّل على ساحل البحر الأحمر في مجال التجارة البحرية العابرة ومسافَنة الحاويات والبضائع، حيث يستقبل سنوياً نحو 5 آلاف سفينة. ويشهد الميناء توسعة جديدة تستهدف من خلالها تحسين العمليات التشغيلية بالميناء، وزيادة طاقته الاستيعابية، وجعله ضمن أفضل 10 موانئ عالمياً،وتتم إدارة الميناء من قبل شركة موانئ دبي العالمية المملوكة لدولة الإمارات العربية المتحدة

## الموقع الجغرافي
يتميز ميناء جدة الإسلامي بموقعه الجغرافي المميز على ساحل البحر الأحمر بين ثلاث قارات وعلى خطوط التجارة البحرية:
- خط العرض '28 ° 21 شمالًا.
- خط الطول '10 ° 39 شرقًا.

## الأهمية التاريخية

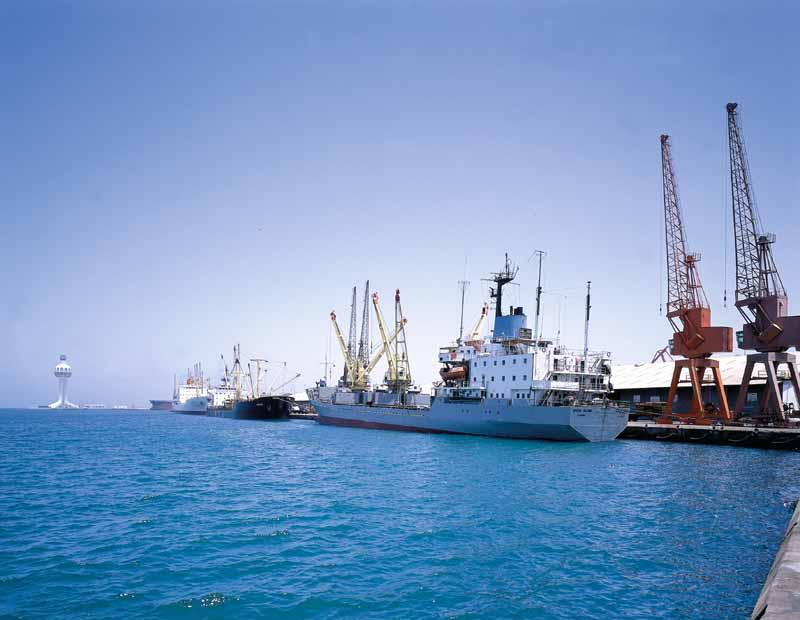
أحد أجزاء الميناء

يحظى ميناء جدَّة بشهرة تاريخية كبيرة، فقد تأسَّسَ في عهد الخليفة الراشد عثمان بن عفَّان عام 646م، وشهد في عهد الملك عبدالعزيز ومن بعده تحديثاتٍ متعدِّدة، ليصبح الميناءَ الأول لصادرات المملكة ووارداتها، ونقطة إعادة التصدير الأولى بالبحر الأحمر، إذ تَرِدُ عَبْرَه الآن 75% من التجارة البحرية والمسافَنة الواردة عبر الموانئ السعودية، ويحتلُّ المرتبة الأولى بين موانئ البحر الأحمر.

## الخصائص
- المساحة: 12.5كم2.
- عدد الأرصفة: 62 رصيف.
- عدد المحطات: 4 محطات.
- الطاقة الاستيعابية: 130 مليون طن.

## القدرات التشغیلیة واللوجستیة
- تبلغ عدد أرصفته 62 رصيف متعدِّدة الأغراض (حاويات، بضائع عامة، مواشي، ركاب، حبوب سائبة، سيارات) بأعماق تبدأ من 7.5م إلى 18م.
- يضم خدمات لوجستية متكاملة من معدَّات مناوَلة ومستودعات وساحات وتموين السفن بالوقود، ونظام نَقْل مباشر عبر الشاحنات من الميناء وإليه؛ ما يسرع في حركة دوران السفن.
- في 29 يوليو 2024 قالت بورصة لندن للمعادن، وهي أكبر وأقدم بورصة لتجارة المعادن في العالم، إنها اعتمدت ميناء جدة نقطة تسليم وتخزين للنحاس والزنك.[5][6]

## التجهيزات

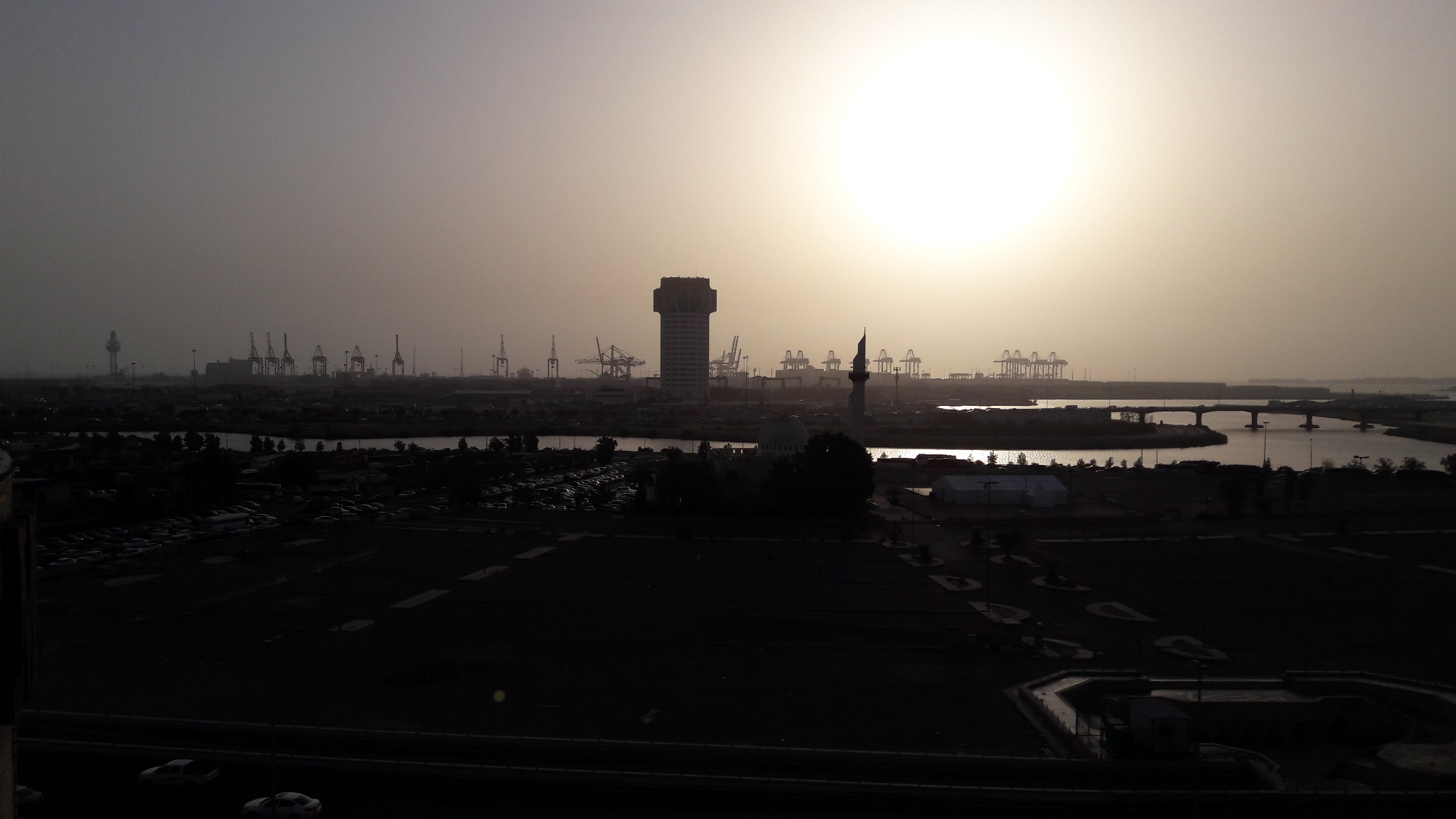
ميناء جدة الإسلامي

يضم ميناء جدة الإسلامي عدد المحطات المتخصِّصة والتجهيزات على النحو الآتي:
1. محطتان لمناوَلة الحاويات بطاقة مناوَلة 7.5 مليون حاوية قياسية.
2. ‌منطقة متكاملة تمثِّل قرية لوجستية للإيداع وإعادة التصدير.
3. ‌محطتان للبضائع العامة.
4. حوضان لإصلاح السفن وصيانة القِطَع البحرية.
5. أرصفة لمناوَلة المواشي الحية بطاقة مناوَلة تبلغ 7 ملايين رأس سنوياً.
6. مجموعة أرصفة للخدمات البحرية من قُطُر وإرشاد بحري.
7. ‌صالات لاستقبال الحجاج والمعتمرين والزوَّار مجهَّزة بشكل متكامل.
8. محطة مجهزة لركاب السفن السياحية «الكروز».

## التصنيف العالمي
يحتل ميناء جدة الإسلامي المرتبة السابعة والثلاثين (37) بين موانئ العالم بقدرة تشغيلية بلغت (4,767,000) حاوية قياسية خلال عام 2020، وذلك وفقًا التقرير السنوي (Lloyd's List) لعام 2021 الذي يقيس القدرة الإنتاجية السنوية لمناولة الحاويات.
وتستهدف الهيئة العامة للموانئ أن يكون ميناء جدة الإسلامي من بين أفضل 10 موانئ في العالم بحلول عام 2030 تحقيقا لمستهدفات الاستراتيجية الوطنية للنقل والخدمات اللوجستية، وذلك من خلال تعزيز القدرات التشغيلي للميناء عبر إنشاء أكبر منطقة خدمات لوجستية متكاملة بالشرق الأوسط في ميناء جدة الإسلامي بالشراكة مع شركة ميرسك العالمية.

## انظر ايضاً
- جدة
- الصناعة التقليدية السعودية
- موانئ دبي العالمية

## وصلات خارجية
- لمحات من تاريخ ميناء جُدة.
- ميناء جدة.. من مرفأ لسفن البهارات إلى بوابة دولية.